# Alex Garland
Alex Garland (Londres, Regne Unit, 26 de maig de 1970) és un escriptor, guionista i director de cine britànic.

## Biografia

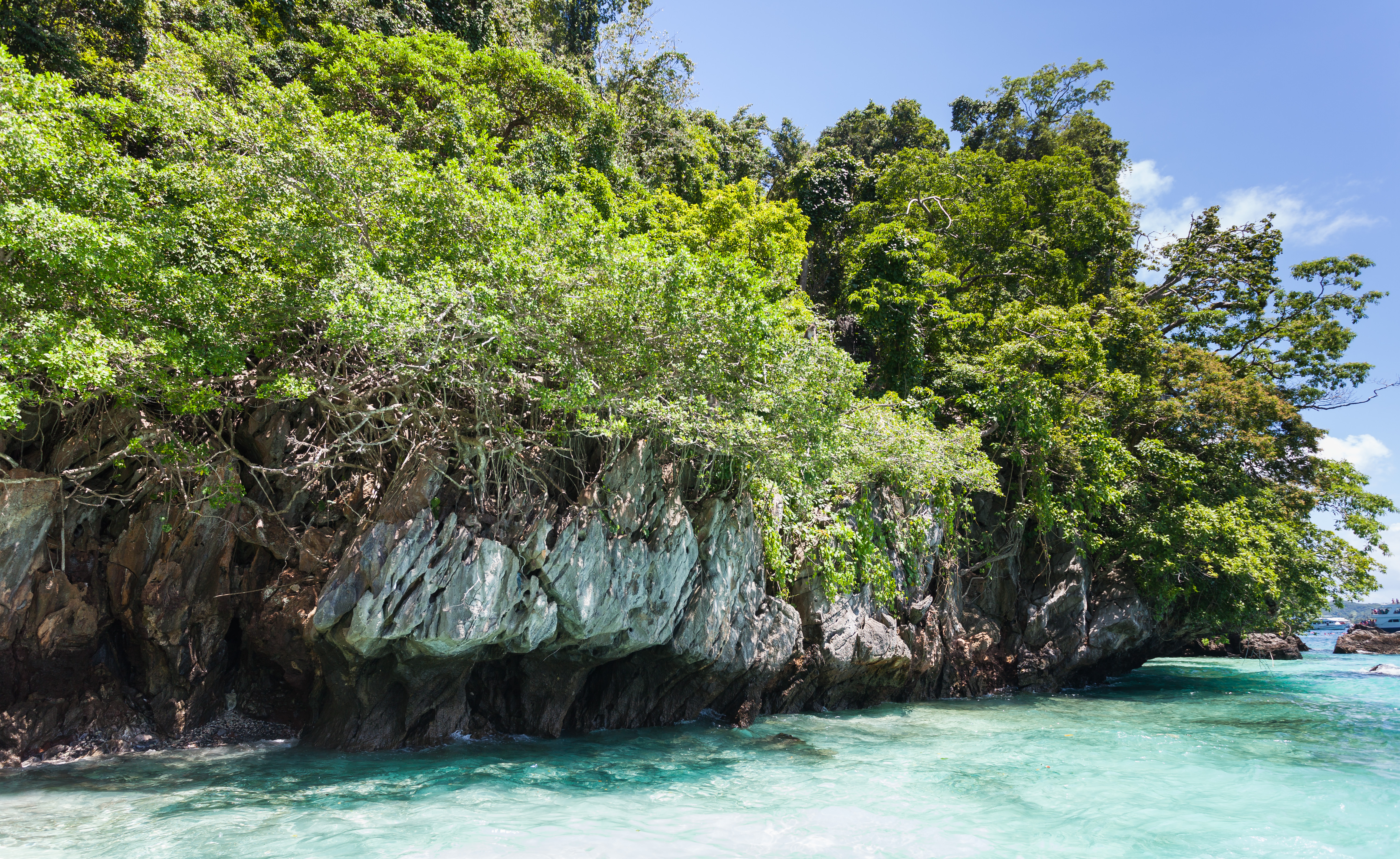
Illa de Ko Phi Phi, a Tailàndia, paratge on succeïa la primera novel·la de Garland.

### Primera època, Garland com a novel·lista
Nascut a Londres i casat amb l'actriu Paloma Baeza, des de la seva primera obra, Alex Garland va destacar per l'originalitat de les seves narracions. El seu primer èxit professional ja va arribar en treure a la venda la seva primera obra: The Beach, l'any 1996, on narrava la història d'un jove anglès, Richard, motxiller i amb ganes d'aventura a Tailàndia, on acaba per buscar una illa on es deia que hi vivia una comunitat secreta de viatgers que han deixat enrere la seva vida anterior i on es tractaven temes com ara si la humanitat seria capaç de deixar que tot segueixi pur i natural o seria inevitable que es destrueixi fins i tot els indrets més paradisíacs. La seva primera novel·la es va convertir en un èxit de crítica, una obra de culte i un best-seller; a principis de 1999, ja s'havia traduït a més de 25 idiomes i quasi 700.000 exemplars venuts. Un any després, i de les mans de l'aclamat director anglès Danny Boyle, es va presentar l'adaptació cinematogràfica de la seva primera obra, amb el mateix nom i on a Catalunya va arribar amb el títol de La platja, pel·lícula la qual el seu personatge principal va ser representat per Leonardo DiCaprio. Una popularitat, això no obstant, que el mateix Alex Garland admetia que des del primer moment, no li agradava gens.
Dos anys més tard de la publicació de la seva primera obra, l'any 1998 va presentar una novel·la: The Tesseract que va sorprendre per la seva estructura i on canviava radicalment de registre. El llibre fa referència a la figura geomètrica que du el mateix nom, també conegut com a hipercub desplegat en quatre dimensions. En un espai tetradimensional, el teseracte seria com un cub de quatre dimensions espacials compost per 8 cel·les cúbiques, 24 cares quadrades, 32 arestes i 16 vèrtexs. Partint d'aquesta misteriosa figura, l'obra de suspens sobre l'espai, temps i destí, narra diverses vides diferents i que en principi, no guarden cap relació aparent ni es coneixen fins que acaba succeint un ferotge esdeveniment. Les crítiques van assenyalar la semblança d'història maquiavèl·lica com la primera època de Quentin Tarantino. A partir d'aquest moment, començaria una nova etapa com a guionista de cinema, tot i que encara ho compaginaria amb la seva darrera obra: The Coma, presentada l'any 2004 i on narrava l'angoixa del protagonista que sentia que estava viu, que estava atent a tot, però que l'estaven donant per mort, com un ésser inanimat que res tenia a envejar a qualsevol peça de mobiliari de l'habitació i, posteriorment, quan pot sortir de l'hospital, però comença a dubtar si és la seva ment la que està imaginant-ho o si realment, ha sortit del coma.

### Segona època, Garland com a guionista
Entre Tasseract i Coma, l'any 2002, Garland va escriure el primer guió per a una gran producció postapocalíptica com és 28 Days Later, del director Danny Boyle i protagonitzada per Cillian Murphy i Brendan Gleeson, que va rebre una excel·lent crítica per part dels mitjans del sector, com també per la bona acollida als cinemes. D'aquest primer èxit com a guionista, va saltar del terror a la Terra al terror a l'espai, amb la pel·lícula que també va escriure per Danny Boyle, Sunshine, l'any 2007, que relata com la humanitat es desespera perquè el Sol està arribant a la seva fi, cada cop emet menys energia i, de mica en mica, es va apagant. Per tal d'evitar-ho, es crea una missió especial que té com a objectiu acostar-se al màxim per tal de provocar una fusió nuclear que pugui servir per reactivar-lo. Posteriorment, va escriure l'adaptació de la novel·la No em deixis mai que va escriure l'any 2005 el japonès Kazuo Ishiguro, i que va donar com a resultat Never Let Me Go, dirigida per Mark Romanek, la qual relata la vida i penalitats de tres adolescents en un internat anglès. El seu darrer pas com a guionista en exclusiu, va ser fent el remake de Dredd, sobre el còmic futurista i postapocalíptic britànic Judge Dredd.

### Tercera època, Garland com a director
Després de la seva experiència dins del món del cinema, treballant especialment amb Danny Boyle, l'any 2015 va llançar la seva primera pel·lícula com a director, Ex Machina, i, tal com va comentar posteriorment, es va tractar del projecte més immersiu i personal, on hi va dedicar més temps, a part de realitzar la direcció i guió, també va estar realitzant storyboards, el disseny del robot principal, Ava (Alicia Vikander) i participant en totes les etapes de la creació de la pel·lícula. Com a resultat, un relat pausat, tens, sense artificis i fins i tot claustrofòbic, on un jove programador és convidat per analitzar la nova creació d'un gurú de la robòtica i cap de l'empresa on treballa: el model més avançat a nivell d'intel·ligència artificial i qui ha de realitzar el Test de Turing, creat pel matemàtic Alan Turing, per tal d'esbrinar fins a on arriba la intel·ligència de la màquina. La història succeeix a la casa particular del seu cap, al mig del no res. Una pel·lícula, que va desgranant el límits de la ciència, la moral, l'egocentrisme i les ganes, a vegades cegues, de creure en alguna cosa més i si realment, es pot controlar un ser a qui el dotes d'intel·ligència. Amb aquesta primera pel·lícula, tot i allunyar-se de films més comercials d'índole similar, Garland va aconseguir molt bona crítica i nominacions a premis destacats com ara els BAFTA i Oscar entre d'altres, a més de guanyar el premi del Sindicat de Directors d'Amèrica com a millor pel·lícula debutant.
Tres anys més tard, agafaria el timó de l'adaptació de la premiada novel·la homònima de l'escriptor nord-americà, Jeff VanderMeer. Annihilation, és la primera part da la trilogia que va plasmar VanderMeer als seus llibres i on segueix l'expedició d'un grup de quatre científiques a una misteriosa i abandonada Àrea X, on no s'hi pot entrar amb noves tecnologies.

## Obres

### Novel·les
| Any  | Títol         |
| ---- | ------------- |
| 1996 | The Beach     |
| 1998 | The Tesseract |
| 2004 | The Coma      |

### Pel·lícules
| Any  | Títol           | Director | Guionista | Premis i nominacions destacats |
| ---- | --------------- | -------- | --------- | --- |
| 2002 | 28 Days Later   | No       | Sí        | Nominat - Premi Hugo, millor guió. |
| 2007 | Sunshine        | No       | Sí        | |
| 2010 | Never Let Me Go | No       | Sí        | |
| 2012 | Dredd           | No       | Sí        | |
| 2015 | Ex Machina      | Sí       | Sí        | Guanyat - Sindicat de Directors d'Amèrica, millor primera pel·lícula. Nominat - Oscar, millor guió original. Nominat - BAFTA, millor guió original. Nominat - Premis del Cinema Europeu, millor guió. |
| 2018 | Annihilation    | Sí       | Sí        | |

### Videojocs
| Any  | Títol                         | Rol                 | Plataforma                                       |
| ---- | ----------------------------- | ------------------- | ------------------------------------------------ |
| 2010 | Enslaved: Odyssey to the West | Guionista           | PlayStation 3 / Xbox 360                         |
| 2013 | DmC: Devil May Cry            | Supervisor del guió | PlayStation 3 i 4 / Xbox 360 / Microsoft Windows |